# Castello di Şile
Il castello di Şile (in turco Şile Kalesi) o castello della Ocaklı Ada è un castello situato sull'isola di Ocaklı nel quartiere Şile di Istanbul. È stato criticato per il suo aspetto dopo il restauro del 2015 perché sembrava SpongeBob SquarePants.

## Storia
Ci sono due diverse teorie sulla storia dell'edificio, la prima che è stato costruito come una torre di guardia. Secondo un'ipotesi la struttura sarebbe stata costruita 2000 anni fa dai genovesi. Tale affermazione è certamente imprecisa in quanto la Serenissima Repubblica di Genova prese le mosse solo nel 1099, quando si rese autonoma anche sul piano formale dal Sacro Romano Impero. Secondo un'altra affermazione, fu costruito dall'Impero Romano d'Oriente e successivamente utilizzato dagli Ottomani. Il castello, che fu conquistato dai genovesi nel 1305, fu conquistato dall'esercito ottomano sotto il comando di Yıldırım Bayezid nel 1396. Il castello è stato ristrutturato almeno due volte nel corso della storia.